# Стилиян Ванев
Стилиян Ванев Иванов е български футболист на Академик (Свищов). Юноша на Академия Литекс играе като ляв защитник, но може да се изявява и като ляво крило. Силният му крак е левият. Започва да се занимава с футбол в родния си град като през 2002 г. постъпва в школата на ФК Павликени. Първият му треньор е Карол Каролов. Две години по-късно през 2004 се явява на ежегодните приемни изпити организирвани от школата на Литекс. Ловешките специалисти виждат потенциал в момчето и го канят да продължи обучението си в Академията. Първият му треньор при „оранжевите“ е Митко Маринов с когото през 2005 г. юношите на Литекс род. 1992 печелят международен турнир по футбол проведен в Ерфурт Германия. В зависимост от различните възрастови формации треньори още са му били специалисти като Пламен Линков, Николай Димитров-Джайч, Евгени Колев и Петко Петков.
През 2009 г. става шампион на България при юношите младша възраст, родени 1992 г., като в директен спор за титлата Литекс побеждава в Правец връстниците си от Левски (София) с 4:2. Пак през същата година на VI издание на Международния юношески турнир „Юлиян Манзаров“ Литекс със Стилиян попадат в т.нар. „желязна група“ в които са още отборите на Левски (София), Стяуа Букурещ и ЦСКА (София) на който отбелязва един от головете. „Оранжевите“ завършват на първо място и се класират на финал. Там за трофея спорят с „гранда“ Барселона и след победа с 1:0 печелят турнира. През сезон 2008/09 Стилиян Ванев се състезава както за своята възрастова група в Академията, така и за дублиращия отбор на Литекс. Шампион на България с дублиращия отбор на Литекс за сезон 2009/10. Шампион на България за юноши старша възраст в Елитна юношеска група до 19 години за сезон 2010/11. След края на сезона от Литекс не му предлагат професионален договор и той преминава в състава на Ботев Козлодуй. От началото на 2012 г. е състезател на Академик (Свищов).

## Национален отбор
През 2007 г. с юношеския Национален отбор до 15 г. със старши треньор Борис Ангелов взима участие в престижен международен турнир проведен в Италия с участието на общо 32 отбора, като записва пъни 90 минути във всичките шест срещи. За същата формация има записани още два мача срещу Република Македония, както и срещу Сърбия, Грузия и сборен отбор на провинция Вестфалия, Германия.

## Успехи
- Шампион на България при юноши младша възраст, родени 1992 г. – 2009
- Международен юношески турнир „Юлиян Манзаров“ – 2009
- Шампион на България в Дублираща футболна група – 2009/10
- Шампион на България при юноши старша възраст до 19 г. – 2010/11